# Jürgen-Thomas Ernst

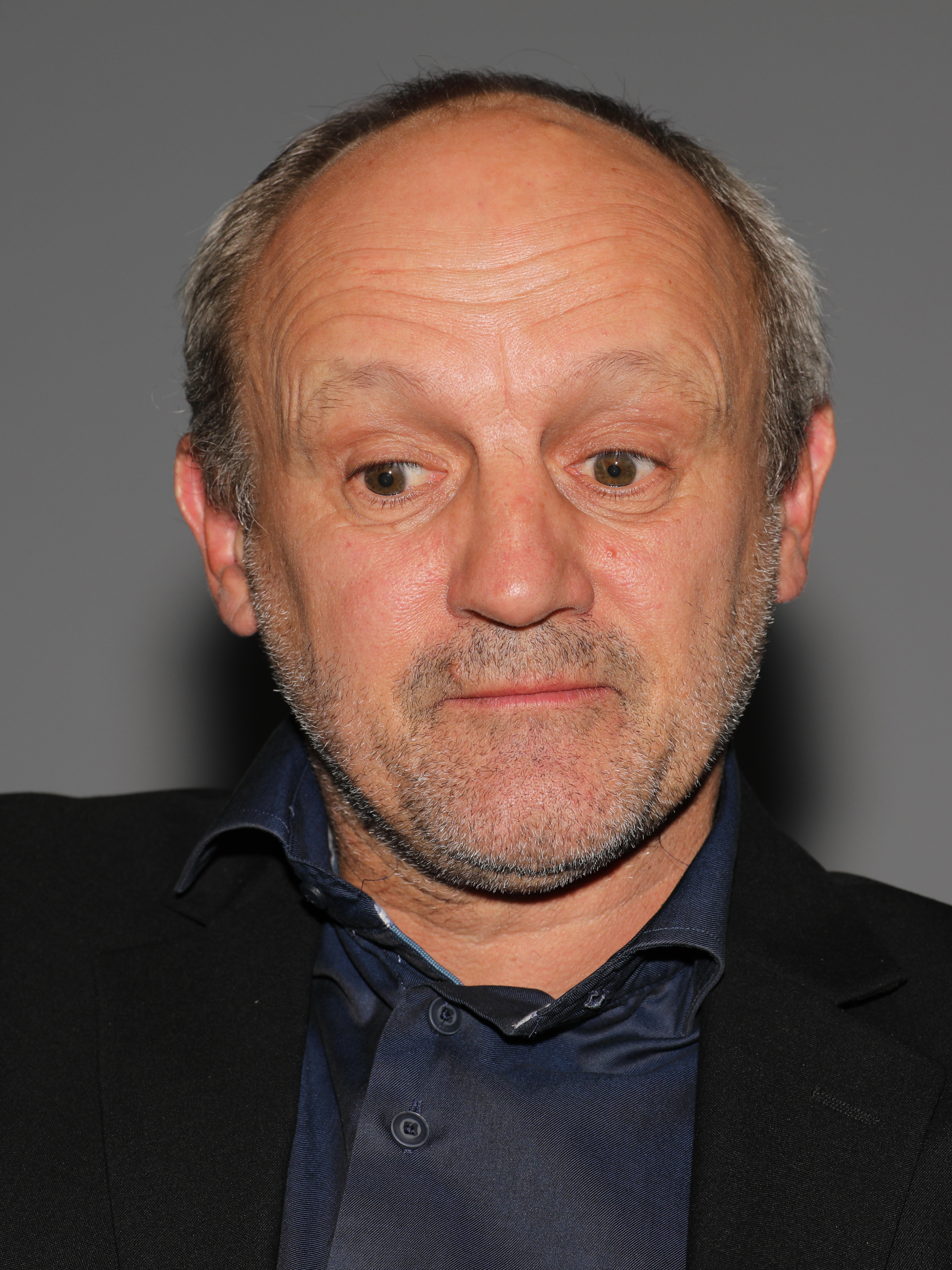
Jürgen-Thomas Ernst (2022)

Jürgen-Thomas Ernst (* 10. September 1966 in Lustenau) ist ein österreichischer Schriftsteller.

## Leben
Jürgen-Thomas Ernst wuchs in Hohenems auf und maturierte 1995 an der Höheren Bundeslehranstalt für Forstwirtschaft in Bruck an der Mur.
Bereits während seiner Schulzeit schrieb er Theaterstücke, die zahlreiche Stipendien und Preise erhielten. Nachtschicht (1994) wurde 1996 am Theater am Saumarkt in Feldkirch, Der Wortmörder (1999) und Karoline Redler (nach dem nationalsozialistischen Justizmordopfer) (2004) wurden am Vorarlberger Landestheater uraufgeführt. Mit Anima veröffentlichte er 2010 seinen ersten Roman. Im Herbst 2015 erschien mit Vor hundert Jahren und einem Sommer sein zweiter historischer Roman, der bereits vor seiner Veröffentlichung mehrfach ausgezeichnet wurde. 2017 erschien der Roman Schweben und 2021 der Umweltkrimi Das Wasserkomplott.
Neben seiner Tätigkeit als Schriftsteller engagiert sich Jürgen-Thomas Ernst auch für Kinder. In waldpädagogischen Projekten sensibilisiert er ihre Sinne für die Natur und hier insbesondere für den Wald. Seine Projekte wurden unter anderem 2019 mit dem Vorarlberger Schutzwaldpreis und 2020 mit dem internationalen Schutzwaldpreis ausgezeichnet.
Jürgen-Thomas Ernst ist Vater von zwei Töchtern. Er lebt und arbeitet zumeist in Bregenz.

## Preise und Stipendien
- 1995: 2. Max von der Grün Preis für das Theaterstück Nachtschicht
- 2000: Stipendium Paul Maar für das Theaterstück Der Wortmörder
- 2001: Theodor-Körner-Preis für das Theaterstück Karoline Redler
- 2003: 3. Preis beim Irseer Pegasus für die Erzählung Venedig Tragödie
- 2006: 1. Platz beim Wimberger Literaturpreis, Wien
- 2012: Sir-Walter-Scott-Preis, Silberner Lorbeer für den Anima
- 2014: 3. Preis bei der Floriana (literarische Biennale und Preiswettbewerb in Sankt Florian bei Linz)

## Theaterstücke
- 1996: Nachtschicht,  Theater am Saumarkt, Feldkirch, Uraufführung
- 1999: Der Wortmörder, Vorarlberger Landestheater, Uraufführung
- 2004: Karoline Redler, Vorarlberger Landestheater, Uraufführung
- 2018: In der Schule des Riesen, Libretto für die Kinderoper, Theater am Saumarkt, Uraufführung
- 2021: Tragic Circus

## Werke
- Zwei Stücke: „Karoline Redler“ und „Die Enge“. Geest-Verlag, Vechta-Langförden 2004, ISBN 3-937844-01-5.
- Tafel „Spitz“ im Marchfeld und Eine italienische Reise. Kurzgeschichten. In: Elisabeth J. Harriet (Hrsg.): Buchstabensuppe: das Buch zum Autoren-Wettbewerb des Arcotel Wimberger (Wien). Verlag Austria Nostra, Klosterneuburg 2006, ISBN 395020315X.
- Venedig – Toiletten – Tragödie. Kurzgeschichte, erschienen in: Luft unter den Flügeln: Der Irseer Pegasus. Klöpfer und Meyer, Tübingen 2008, ISBN 3940086185.
- Anima. Roman. Braumüller Literaturverlag, Wien 2010, ISBN 978-3-99200-015-9.
- Levada. Erzählung. Limbus-Verlag, Innsbruck 2012, ISBN 978-3-902534-62-0.
- Vor hundert Jahren und einem Sommer. Roman. Braumüller Literaturverlag, Wien 2015, ISBN 978-3-99200-139-2.
- Schweben. Roman. Braumüller Literaturverlag, Wien 2017, ISBN 978-3-99200-189-7.
- Das Wasserkomplott. Roman. Gmeiner-Verlag, Meßkirch 2021, ISBN 978-3-8392-2806-7.
- Geheimnisse des Waldes. Sachbuch. Braumüller Verlag, Wien 2022, ISBN 978-3-99100-352-6.
- Der Wald in Zeiten der Veränderung - die verblüffende Antwort der Bäume, Sachbuch, Braumüller Verlag, Wien, 2023, ISBN 978-3-99100-383-0